# Chiesa dell'Immacolata (Maratea)
La chiesa dell'Immacolata è una delle tre chiese che si affacciano sul corso del Borgo di Maratea, ed è prospiciente alla piazza dove si trova il palazzo della sede municipale.
Nei lavori di restauro del 1987, nella cripta della chiesa è stato ritrovato l'abside di una più antica chiesa, dedicata a San Pietro, dove si trova un affresco del XIV-XV secolo.

## Storia
La chiesa attuale fu costruita nel XVIII secolo, in forma di cappella, sul sito della più antica chiesa di San Pietro.
Sappiamo che dal 1688 vi si costituì la confraternita laicale di San Pietro, poi detta dell'Immacolata, che è proprietaria dell'edificio. La confraternita era istituita dal ceto nobile di Maratea, che riunì in congrega dopo la demolizione del Tocco, ossia il sedile della nobiltà.
Un atto notarile datato 15 gennaio 1748, dimostra che era prevista, in questo periodo, un progetto di ingrandire la cappella per farla diventare una più grande chiesa. Tale lavoro però non avvenne.
La chiesa fu ingrandita solo nel 1824, quando assunse le attuali dimensioni.
Duramente colpita da vari terremoti, fu restaurata nel 1923.

## Arte e Architettura

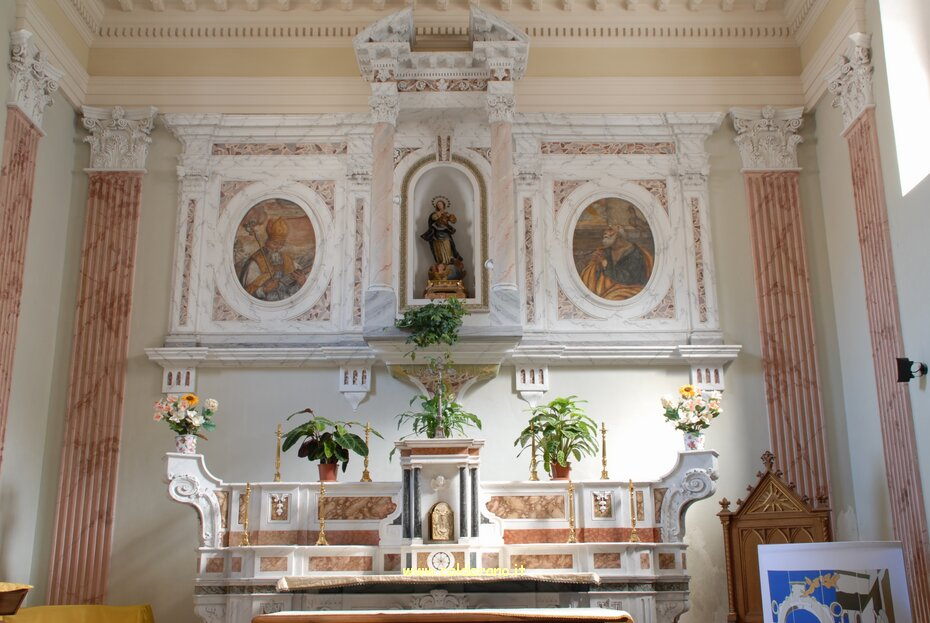
L'altare maggiore della chiesa.

### Esterno
La chiesa presenta una facciata molto semplice, con un rosone in stucco al centro del timpano. Sul lato sinistro si alza un piccolo campanile, dalle forme vagamente bizantine.

### Interno
L'interno della chiesa è decorato in un elegante stile che richiama vagamente le forme neoclassiche.
Sul grande altare maggiore, in marmo policromo, si affacciano la statua dell'Immacolata, del XVIII secolo, e due dipinti, della stessa epoca, che raffigurano San Biagio e San Pietro.

## La chiesa di San Pietro
Ciò che rimane dell'antica chiesa è solo l'abside, con il grande affresco che raffigura, secondo gli studiosi, l'Ascensione con gli apostoli. È stato datato al XIV secolo, e sarebbe opera di un autore della scuola di Giotto, forse proveniente dalla Provenza.